# Прость (Кировская область)
 Прость  — опустевшая деревня в Подосиновском районе Кировской области. Входит в состав Демьяновского городского поселения. 

## География
Расположена на левобережье реки Юг на расстоянии примерно 12 км на север-северо-запад по прямой от центра поселения поселка Демьяново.

## История
Известна с 1891 года как деревня, где проживало 5 семей, в 1926 году здесь было хозяйств 4 и жителей 25, в 1950 20 и 52, в 1989 17 жителей . По состоянию на 2020 год опустела.

## Население
Постоянное население составляло 7 человек (русские 100%) в 2002 году, 1 в 2010.